# محمد شيخ (رائد أعمال)
محمد شيخ (بالإنجليزية: Mohamed Sheikh, Baron Sheikh)‏ (و. 1941  م) هو رائد أعمال، وسياسي بريطاني، هو عضوٌ حزب المحافظين.

## مناصب
تولى منصب عضو مجلس اللوردات.